# Centre hospitalier territorial Gaston-Bourret de Nouvelle-Calédonie
Le centre hospitalier territorial (CHT) Gaston-Bourret de Nouvelle-Calédonie est un établissement public à caractère hospitalier, créé le 18 décembre 1981 sous le nom initial de centre hospitalier territorial de Nouméa avant de rapidement prendre celui de centre hospitalier territorial de Nouvelle-Calédonie. À l'origine uniquement constitué de l'hôpital Gaston-Bourret à Nouméa, il s'est ensuite étendu à d'autres hôpitaux et centres situés sur des sites différents en Nouvelle-Calédonie. En 2016, l'ensemble de ses activités ont été regroupées dans un nouvel hôpital récemment construit, le Médipôle de Koutio, dans la banlieue proche de Nouméa. À cette occasion, l'établissement public prend officiellement le nom de centre hospitalier territorial Gaston-Bourret en référence à son ancien hôpital principal et siège historique. 

## Le CHT de Nouméa puis de Nouvelle-Calédonie (1981-2016)

### Chiffres
- Capacité : 486 lits et 34 places d'hospitalisation de jour en 2005, mais ce chiffre se porterait en 2006 à 554 lits et 48 places d'hôpital de jour.
- Personnel : 1 600 agents dont 130 médecins, c'est le deuxième employeur de Nouvelle-Calédonie.
- Fréquentation : en moyenne, par an, 22 000 patients, 66 000 consultants et 37 000 personnes admises aux urgences.

### Sites
- CHT Gaston-Bourret : principal hôpital (267 lits, 20 places d'hospitalisation de jour) et le plus ancien (ancien hôpital maritime puis militaire fondé en 1860 et devenu civil en 1898), situé au centre-ville de Nouméa, sur le port.
- CHT de Magenta : clinique privée à l'origine achetée en 1983, pôle "mère-enfant" du CHT, deuxième hôpital du Territoire (160 lits, 14 places d'hôpital de jour, 13 postes d'hémodialyse), situé dans le quartier de Magenta à 3 km à l'est du centre-ville de Nouméa.
- Centre médical du Col de la Pirogue : situé dans le col qui lui a donné son nom dans la commune de Païta, à 40 km de Nouméa, c'est une petite structure (34 lits) pavillonnaire rattachée au CHT en 1990 et servant de centre de convalescence et de rééducation de moyen séjour.
- Centre Raoul Follereau : centre Hansénien, ou léproserie, située sur la presqu'île de Ducos. Rattaché au CHT en 1990, il dispose de 25 lits et accueille en permanence une quinzaine de malades.

## Le CHT Gaston-Bourret aujourd'hui (depuis 2016)
L'ensemble des services du CHT ont été réunis dans le Médipôle de Koutio, projet lancé en 2004, construit de 2009 à 2016 et ouvert au public en décembre 2016, dans le quartier de Koutio dans la commune de Dumbéa et près de la limite nord-ouest de Nouméa. Implanté sur un terrain de 15 ha pour 90 000 m2 de bâtiment, il s'agit de la plus grosse réalisation en termes de BTP de la Nouvelle-Calédonie contemporaine. 

### Chiffres généraux
- Capacité : 528 lits et places (capacité à terme de 645 lits et places) dont 70 % de chambres individuelles et une cinquantaine de lits en moyens ou longs-séjours.
- Personnel : 2 000 agents dont 250 médecins et chirurgiens, 50 sages-femmes, 930 infirmières ou infirmiers et aides-soignantes ou aides-soignants, 155 agents de service hospitalier, 40 brancardiers, 250 personnels administratifs, 31 agents de maintenance et 19 agents de sécurité.
- Capacité d'accueil : en moyenne, par an, 40 000 hospitalisés, 58 000 consultants et jusqu'à 60 000 passages aux urgences.
- Capacités techniques : 1 halle opératoire de 4 tables pour la chirurgie orthopédique, 8 salles de blocs opératoires, 1 IRM et 2 scanners ainsi que 6 salles d'accouchement. S'y ajoute un restaurant pouvant accueillir 450 personnes et une salle de prière œcuménique.

### Organisation fonctionnelle
L'ensemble des bâtiments du CHT comprennent :
- le médipôle, avec trois « pôles » (« Médecine », « Chirurgie » et « Mère-Enfant ») et un plateau médico-technique (lié aux urgences et aux laboratoires du CHT), le tout ouvert par un Grand Hall monumental symbolisant la grande case traditionnelle kanake sur 1 750 m2.
- le Logipôle, centre de logistique et du matériel situé derrière le médipôle au nord-ouest, entièrement géré et financé par le CHT.

### Établissement cogéré
- Le « Centre de soins de suite et de réadaptation » (CSSR) pour les moyens et longs séjours est géré par un partenariat public-privé entre le CHT et la Société anonyme Calédonie-Santé (50 lits chacun environ) et ouvert en mai 2015.

### Établissements partenaires
Deux autres établissements publics se sont installés sur le site du médipôle et coopèrent étroitement avec le CHT :
- l'Institut Pasteur, dans un nouveau bâtiment de 1 931 m2 et situé à côté du Grand Hall au nord, pour les thématiques d'études sur les arboviroses (dengue, chikungunya et zika), la leptospirose , l'antibiorésistance. Les recherches entomologiques restent pour leur part dans le bâtiment historique de l'Institut Pasteur, situé à côté de l'ancien hôpital Gaston-Bourret au centre-ville de Nouméa.
- le Centre de radiothérapie de Nouvelle-Calédonie (CRNC), créé en 2016 et lui-aussi installé à côté du Grand Hall, au sud.

### Gouvernance
L'instance supérieure du CHT est d'abord, comme pour tout établissement public, le conseil d'administration, qui, en se réunissant au moins quatre fois par an, définit la politique générale de l’établissement, vote le budget, décide des investissements et délibère sur toutes les questions importantes relatives à la marche de l’établissement. Il est composé de représentants des différentes institutions de la Nouvelle-Calédonie, dont un président qui est forcément l'un des représentants de la collectivité néo-calédonienne. La présidente du conseil d'administration est Jacqueline Bernut depuis 2004, par ailleurs présidente de l'instance de coordination gérontologique de la Province Sud et du conseil d'administration du CHS Albert-Bousquet, ancienne conseillère municipale de Nouméa sous les couleurs successivement de L'Avenir ensemble, de Calédonie ensemble puis du Rassemblement-UMP de 2008 à 2014. Le conseil est par ailleurs composé de trois autres représentants de la Nouvelle-Calédonie (le membre du gouvernement chargé de la santé à savoir depuis 2015 Valentine Eurisouké, le président ou vice-président de la commission de la santé et de la protection sociale du Congrès à savoir depuis 2014 Jacques Lalié et le président de la commission de la santé et de l'action sociale de la Province Sud à savoir depuis 2014 Pascale Doniguian), un représentant de chacune des trois assemblées provinciales (Dominique Molé en tant que 3e vice-président chargé de la santé pour le Sud, Yannick Slamet en tant que 1er vice-président pour le Nord et Christiane Honémé en tant que présidente de la commission de la santé pour les îles Loyauté), du président et de deux membres élus de la commission médicale d'établissement du CHT (le docteur Hala Jenoudet, chef du service d'imagerie médicale, en tant que présidente de la commission, et les docteurs Valérie Guillemin, chef du service de pharmacie, et Claude Gabriel Fayet, chirurgien), d'un médecin non hospitalier désigné par le gouvernement de la Nouvelle-Calédonie sur proposition de l'organe de l'ordre des médecins (le docteur Bertrand Beaufils, généraliste à Nouméa), un médecin des formations sanitaires de l'intérieur et des îles désigné par le directeur des affaires sanitaires et sociales de la Nouvelle-Calédonie (le docteur Julie Bosoni, généraliste responsable du centre médico-social ou dispensaire de La Roche à Maré), trois représentants de la CAFAT (Christophe Gouget de la Fédération des fonctionnaires, Philippe Gras du Syndicat des courtiers en assurance ainsi que du Medef et Michel Vergès de la CGPME), deux représentants des sociétés de secours mutuels désignés par le gouvernement sur proposition de leurs conseils d'administration (Carmen Marty qui est présidente du conseil d'administration de la CAFAT et syndicaliste à l'USOENC, ainsi que David Meyer pour la Caisse locale des retraites et la Fédération des fonctionnaires), trois représentants du personnel non médical désignés par le gouvernement sur proposition des organisations syndicales les plus représentatives (Patrick Piochaud technicien en maintenance hospitalière de la Fédération des fonctionnaires, Rénato Porterat référent RIS-PACS de la CGT-FO et Marcellin Trohmaé ethnopsychologue de l'USTKE), un maire désigné par l'association des maires de Nouvelle-Calédonie (Wilfried Weiss, maire de Koumac depuis 2008, 2e vice-président de l'association, proche de L'Avenir ensemble puis de Tous Calédoniens) et un maire désigné par l'association française des maires de Nouvelle-Calédonie (Georges Naturel, maire Rassemblement-Les Républicains de Dumbéa depuis 2008). Les membres cités du conseil d'administration le sont à compter du 22 novembre 2016.
La gestion exécutive du CHT est pour sa part assurée par la direction générale, composée d'un directeur général (Dominique Cheveau depuis 2011), de six directions (de la planification et des finances, des achats et de la logistique, de la coordination des soins, de la clientèle et de la qualité, des systèmes d'information et du biomédical, des ressources humaines, technique et gestion des sites), d'un coordonnateur des opérations, d'un bureau des affaires médicales et d'un ou plusieurs chargés de missions.